# Bryodesma indicum
Bryodesma indicum là một loài dương xỉ trong họ Selaginellaceae. Loài này được Milde Soják mô tả khoa học đầu tiên năm 1992.